# フランティシェク・プラーニチカ
フランティシェク・プラーニチカ（František Plánička、1904年6月2日 - 1996年7月20日）は、チェコ（旧チェコスロバキア）の元サッカー選手。ポジションはGK。

## 人物
チェコスロバキア代表が1934年のFIFAワールドカップ・イタリア大会で準優勝した時の正ゴールキーパーにしてキャプテン。172cmとゴールキーパーとしては小柄な体躯ながらボールへの鋭い反応と、勇敢なプレーで精神的な支柱となり、プラハの猫（英語:The Cat of Prague、ドイツ語:Katze von Prag）の愛称で呼ばれた。1938年のFIFAワールドカップ・フランス大会準々決勝、対ブラジル戦では、相手の悪質なプレーにより骨折をしたにも関わらずプレーを続けた。
引退後にフェアープレー精神が称えられ、1985年にはユネスコ、1996年にはチェコのフェアープレー・アワードを受賞した。また1999年にIFFHSが選ぶ20世紀で最優秀チェコ人GKに選出された。

## 経歴
オーストリア・ハンガリー帝国（当時）のプラハ出身で、1926年にSKスラヴィア・プラハで選手キャリアをスタートすると一貫してスラヴィア・プラハでプレーを続けた。1925年にチェコスロバキアで初のプロリーグが創設されると優勝に貢献。リーグ戦では1929年から1931年の三連覇を含む8度の優勝（1925、1928-29、1929-30、1930-31、1932-33、1933-34、1934-35、1936-37）6度のボヘミアカップ優勝（1926年、1927年、1928年、1930年、1932年、1935年）。国際試合においても1932年のミトローパ・カップで初優勝に貢献するなど、クラブの歴史上において最も成功した時代の一つをもたらした。
チェコスロバキア代表としては、1926年1月17日のイタリア戦で代表デビュー（試合は1-3で敗退）。1934年のFIFAワールドカップ・イタリア大会準優勝、1938年のFIFAワールドカップ・フランス大会ベスト8進出に貢献するなど国際Aマッチ73試合に出場した。この記録は1966年にラディスラフ・ノヴァークによって塗り替えられるまで、チェコスロバキア歴代最多出場記録であった。
1996年7月20日、プラハで死去。92歳没。

## 個人タイトル
- ユネスコ国際フェアプレー・アワード（1985年）
- チェコ・フェアプレー・アワード（1994年）
- IFFHS選定20世紀最優秀チェコ人GK（1999年）